# 石井収
石井 収（いしい おさむ、弘化3年（1846年） - 大正14年（1925年）10月10日）は、日本の武士、警察官、地方官吏である。会津藩士として戊辰戦争を、また西南戦争を戦った。田山花袋は義弟。旧姓生亀、雅号盤石。

## 生涯
経歴
会津藩士の生亀家に生まれる。父は可汲。戊辰戦争では佐川官兵衛麾下として北越戦争を戦い、重傷を受け若松へ後送されている。明治5年（1872年）に警察官となり、少警部に昇進。また明治10年（1877年）には陸軍歩兵中尉に任官した。西南戦争に出征し、再び負傷している。警察官としては五等警視 に昇り、淀橋警察署、富岡門前警察署、本郷警察署でそれぞれ署長を務めた。明治19年（1886年）から明治25年（1892年）まで東白川郡郡長を務めて退官した。会津会会員、編纂書に『風月無尽』がある。
田山花袋
石井の妻は旧館林藩士田山氏の長女いつ。いつの父は警察官として西南戦争で戦死している。この田山家の次男がのちの田山花袋であった。石井は東白川郡長時代に花袋を招き、見合いの仲介をしているが、この縁談は実現していない。石井の父である可汲 は、『東白川郡沿革私考』を著し、花袋が序文を寄せている。花袋は棚倉を舞台に『小桃源』（画像417枚目から）などの作品を著した。花袋の作品に登場する姪の愛子は石井の娘である。